# Nanqiao

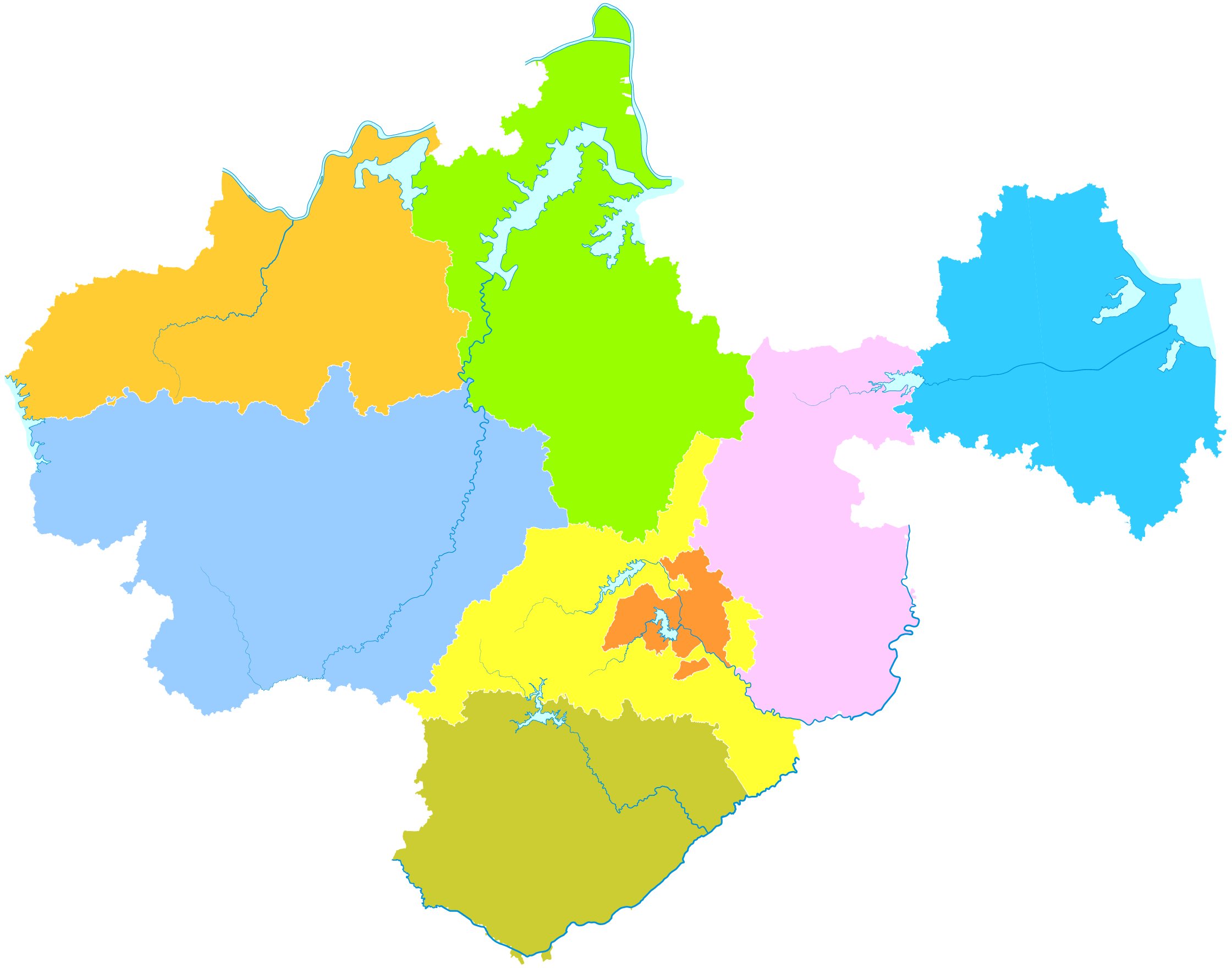
Lage des Stadtbezirks Nanqiao im Gebiet der bezirksfreien Stadt Chuzhou

Der Stadtbezirk Nanqiao (chinesisch 南谯区, Pinyin Nánqiáo Qū) ist ein Stadtbezirk der bezirksfreien Stadt Chuzhou in der chinesischen Provinz Anhui. Er hat eine Fläche von 1.187,11 Quadratkilometern und zählt 348.762 Einwohner (Volkszählung 2020).
Nach der Bildung der bezirksfreien Stadt Chuzhou durch Zusammenschluss der Kreisstadt Chuzhou und des Landkreises Chu im Dezember 1992 wurde das Gebiet der früheren Kreisstadt Chuzhou in die beiden Stadtbezirke Nanqiao und Langya aufgeteilt. Die Bezirksverwaltung von Nanqiao nahm am 18. Januar 1993 ihre Arbeit auf.

## Administrative Gliederung
Auf Gemeindeebene setzt sich der Stadtbezirk aus zwei Straßenvierteln und acht Großgemeinden zusammen. 